# Stomatepia mariae
Stomatepia mariae é uma espécie de peixe da família Cichlidae.
É endémica de Camarões.